# Lili Pankotai
Lili Pankotai (Mohács, 19 september 2004) is een Hongaarse studente die bekend werd door haar toespraken op politieke evenementen waarbij kritiek werd geleverd op het (verwaarloosde) Hongaarse onderwijs en de dictatoriale en corrupte politiek van de Hongaarse premier Viktor Orbán.

## Biografie
Pankotai begon haar middelbare schoolstudie aan de Lajos Nagy High School van de Cisterciënzers in Pécs. Ze verwierf bekendheid nadat zij een van haar gedichten op 23 oktober 2022 had voorgedragen tijdens een demonstratie.
Het gedicht bevatte op veel plaatsen godslasteringen, waardoor veel mensen verontwaardigd waren en sommigen erop aandrongen om haar van school te verwijderen.
Een dag na haar optreden, op 24 oktober 2022, bracht de directeur van de school, Zsolt Nyisztor een verklaring uit, waarin hij stelde dat de instelling afstand nam van het optreden van Pankotai:

“Namens onze instelling, verklaar ik dat we het recht op vrije meningsuiting respecteren, maar we distantiëren ons van de openbare toespraak van onze student Lili Pankotai op 23 oktober 2022. Wij verwerpen categorisch alle inhoud die onverenigbaar is met onze christelijke waarden."
Pankotai zette vanaf december 2022 haar studie voort aan de Alternative Economic High School in Boedapest.
In een interview met Omroep Pécs en Szabad Europa (Radio Vrij Europa) zei zij dat zij niet was ontslagen, maar dat er represailles tegen haar werden ondernomen waardoor zij vrijwillig vertrok.
Desondanks sprak de studente opnieuw op een demonstratie die op 3 december 2022 werd georganiseerd, maar dit keer niet alleen: samen met haar partner acteur Áron Molnár. Ook na de eerste toespraak gaf haar partner een verklaring af waarin hij het meisje volledig steunde.
In januari 2023 kondigde zij aan dat zij met hulp van TASZ (de meest actieve organisatie voor rechtsbescherming in Hongarije) een rechtszaak zou aanspannen tegen haar voormalige school, omdat zij meent dat haar recht om haar mening te uiten niet werd gerespecteerd en dat er represailles tegen haar werden ondernomen. 
Volgens haar claim wil zij er met de rechtszaak voor zorgen dat “dit recht van andere studenten niet wordt geschonden”. 
Daarnaast verklaarde zij dat zij hoopt dat "tijdens de aandacht die aan de rechtszaak wordt besteed, andere scholen, besturen en schooldistricten zullen merken dat zij het zich niet kunnen veroorloven om alles met een leerling te doen."
Op 15 maart 2023 hield zij opnieuw een toespraak, waarin zij versregels van de dichter Attila József citeerde.
In mei 2023 berichtten verschillende grote media dat Pankotai, die op het punt stond af te studeren, zich niet goed kon voorbereiden op haar examens, waardoor zij een jaar moest overdoen op haar nieuwe school.
In juni 2023 kreeg zij een boete van 250.000 forint (650 euro) wegens een "daad die gevaarlijk is voor de samenleving" waarna haar aanhangers binnen een paar uur het bedrag van die boete voor haar verzamelden.
Op 16 juni 2023 zong zij nog een gedicht voor het parlement uit protest tegen de wet op de toestand van het openbare onderwijs.
Lili Pankotai zong bijna hetzelfde gedicht met enige kleine wijzigingen op 23 maart 2022 tijdens een slam-poëziewedstrijd, waar ze de 3e plaats behaalde. Hierin werd onder andere de vriendschap van Viktor Orbán met de Russische president Poetin gehekeld.